# Racing Club Bafoussam
Il Racing Club Bafoussam è una società di calcio camerunese fondata nel 1950 con sede nella città di Bafoussam.
In questa squadra è cresciuto calcisticamente il centrocampista Geremi.
Ha partecipato alla CAF Champions League in cinque edizioni.

## Palmarès
- MTN Elite One: 4

1989, 1992, 1993, 1995
- Coppa del Camerun: 1

1996